# Neosepicaea
Neosepicaea é um género botânico pertencente à família Bignoniaceae.

## Sinonímia
Haussmannia, Haussmannianthes

### Espécies
- Neosepicaea aurantiaca
- Neosepicaea jucunda
- Neosepicaea leptophylla
- Neosepicaea superba
- Neosepicaea viticoides